# 是枝绫子
是枝绫子（日语：／；1963年10月—）是日本的一个政治人物，现任大阪府泉北郡忠冈町町长。

## 生平
是枝绫子毕业于日本福祉大学。曾担任医院事务职员，之后于1991年—2024年10月连续担任忠冈町议会议员共八届，历任副议长、议会运营委员会委员长等职务。2003年起，成为日本共产党阪南地区委员会委员，后来兼任该党忠冈町议员团团长。
2024年10月，她以无党籍身份（获日本共产党推荐）参加忠冈町町长选举，但败于获得大阪维新会公认的现任町长杉原健士，未能当选。
2025年4月，杉原健士因涉嫌违反《官制谈合防止法》等罪名被大阪府警书面送检，并因此辞职。为填补其辞职空缺，忠冈町于2025年5月18日举行町长补选，是枝绫子以无党籍身份（获日本共产党推荐）再次参选，最终成功当选。她成为2006年长尾淳三当选东大阪市市长以来，大阪府内首位拥有日本共产党党籍的地方首长。